# Diplazium mollifrons
Diplazium mollifrons är en majbräkenväxtart som först beskrevs av Carl Frederik Albert Christensen och som fick sitt nu gällande namn av Michael Greene Price.
Diplazium mollifrons ingår i släktet Diplazium och familjen Athyriaceae. Inga underarter finns listade i Catalogue of Life.